# Medetera aldrichii
Medetera aldrichii är en tvåvingeart som beskrevs av Wheeler 1899. Medetera aldrichii ingår i släktet Medetera och familjen styltflugor. Inga underarter finns listade i Catalogue of Life.